# Eudonia loxocentra
Eudonia loxocentra là một loài bướm đêm trong họ Crambidae.